# Базош (Рекаш)
Базош (рум. Bazoş) је насељено место у Румунији, у града Рекаш. Налази се у жупанији Тимиш, у Банату.

## Прошлост
Базош је 1764. године православна парохија у Темишварском протопрезвирату. Аустријски царски ревизор Ерлер је 1774. године констатовао да место "Басош" припада Буковачком округу, Темишварског среза. Становништво је било претежно влашко. Парохијско звање и матице су уведене 1779. године. Када је 1797. године пописан православни клир ту су била два свештеника. Пароси, поп Лука Грујић (рукоп. 1780) и поп Константин Поповић (1789) иако би се рекло да су Срби, не знају више српски говорити. Служили су се само румунским језиком.
Године 1846. у месту које има 1495. становника је православна црква посвећена Св. Ђорђу. Парохијски свештеници су поп Теодосије Поповић и поп Траила Грујић. Народну школу похађа 24 ученика, којима предаје Јован Деменеску учитељ.

## Становништво
По попису из 2002. године у насељу живи 943 становника, од чега Румуни чине око 85%, а Мађари 7%.